# Jezioro Czarmuńskie
Jezioro Czarmuńskie – jezioro w woj. kujawsko-pomorskim, w powiecie sępoleńskim, w gminie Więcbork, leżące na terenie Pojezierza Południowokrajeńskiego.

## Dane morfometryczne
Powierzchnia zwierciadła wody wynosi 64,6 ha.
Zwierciadło wody położone jest na wysokości 104 m n.p.m. Średnia głębokość jeziora wynosi 4,6 m, natomiast głębokość maksymalna 6 m.
Na podstawie badań przeprowadzonych w 2006 roku wody jeziora zaliczono do III klasy czystości i w przypadku określenia kategorii podatności na degradację określono je jako pozaklasowe.

## Hydronimia
Według urzędowego spisu opracowanego przez Komisję Nazw Miejscowości i Obiektów Fizjograficznych (KNMiOF) nazwa tego jeziora to Jezioro Czarmuńskie.